# Say Forever You'll Be Mine
Say Forever You'll Be Mine è il dodicesimo album in studio collaborativo dei cantanti statunitensi Porter Wagoner e Dolly Parton, pubblicato nel 1975.

## Tracce
Side 1
1. Say Forever You'll Be Mine – 2:56 (Dolly Parton)
2. Something to Reach For – 2:25 (D. Parton)
3. Again – 2:25 (Porter Wagoner)
4. Our Love – 2:37 (Al Gore, Frank Dycus)
5. The Beginning – 3:04 (D. Parton)

Side 2
1. I Have No Right to Care – 2:40 (D. Parton)
2. If You Were Mine – 2:46 (Randy Parton)
3. Love to See Us Through – 2:12 (Gore, Dycus)
4. How Can I (Help You Forgive Me) – 1:55 (Wagoner, Tom Pick)
5. Life Rides the Train – 2:33 (Wagoner)